# 孕二烯
孕二烯（英語：pregnadiene），是孕烷带两个碳碳双键的衍生物，是许多甾体激素的结构母核。
孕二烯的两个碳碳双键中，其中一个通常位于A环上的4号碳原子和5号碳原子之间。

## 4,6-孕二烯
第二个碳碳双键位于B环上的6号碳原子和7号碳原子之间：

醋酸氯地孕酮（英语：Chlormadinone acetate）（一种黄体制剂）
醋酸环丙孕酮（一种抗雄激素）
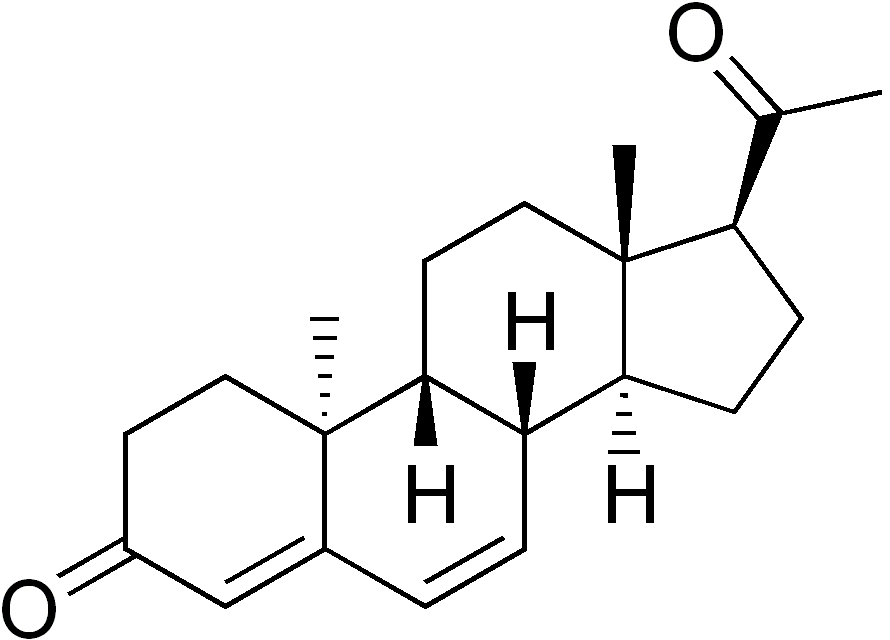
地屈孕酮（一种黄体制剂）
醋酸甲地孕酮（英语：Megestrol acetate）（一种黄体制剂）
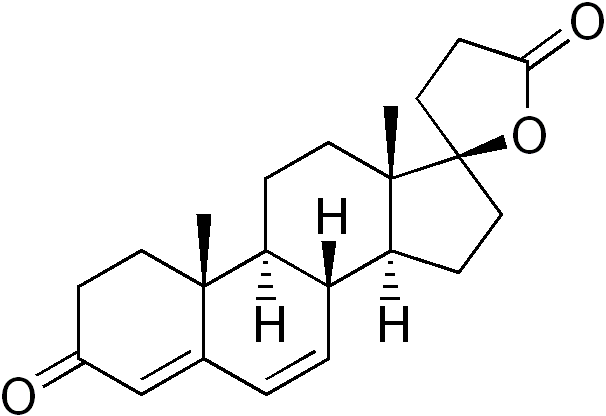
坎利酮（一种抗鹽皮質激素）
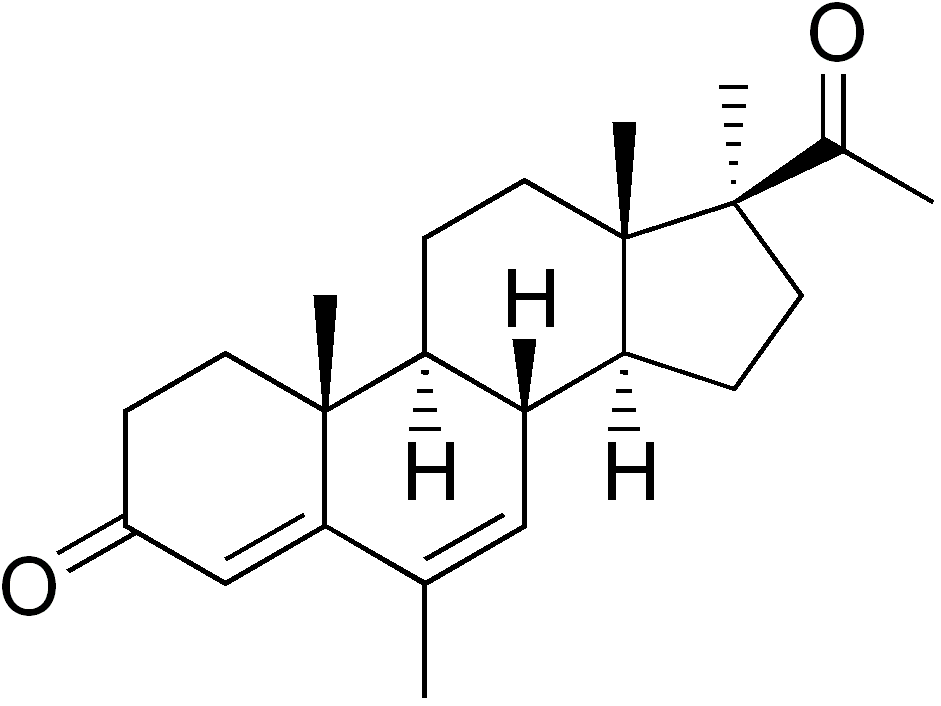
美罗孕酮（英语：Medrogestone）（一种黄体制剂）

## 1,4-孕二烯
第二个碳碳双键位于A环上的1号碳原子和2号碳原子之间：

醋酸氟轻松（一种糖皮质激素）抗雄激素
去炎松（一种糖皮质激素）